# Stanislas Louis van Outryve d'Ydewalle

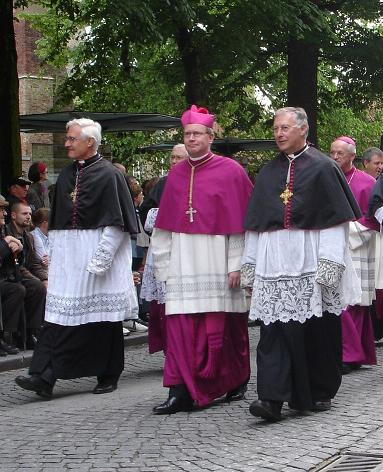
Stanislas (aan de rechterzijde van de Aartsbisschop Wim Eijk van Utrecht. Aan de linkerzijde zijn opvolger als pastoor van de Sint-Salvatorkathedraal, kan. Jan Tilleman).

Stanislas Louis van Outryve d'Ydewalle (Brugge, 27 december 1938) is een historicus en priester van het bisdom Brugge. Hij behoort tot de adellijke familie Van Outryve d'Ydewalle.

## Biografie
Ridder Stanislas Louis Jean Joseph Marie Ghislain van Outryve d'Ydewalle (auteursnaam: 'Stany d'Ydewalle'), werd geboren als oudste van de zeven kinderen van Jacques van Outryve d'Ydewalle (1909-2002) en Elisabeth Janssens de Bisthoven (1917-2006). Hij draagt de voornaam van zijn grootvader Stanislas Emmanuel van Outryve d'Ydewalle, burgemeester van Sint-Andries. Gouverneur Pierre van Outryve d'Ydewalle was zijn neef, gouverneur Leon Janssens de Bisthoven zijn grootvader en kanunnik Baudouin Janssens de Bisthoven zijn oom.
Op 28 mei 1964 werd hij door bisschop Emiel Jozef De Smedt tot priester gewijd. Hij werd in 1966 licentiaat geschiedenis aan de Katholieke Universiteit Leuven met een proefschrift over de Structuren van het Bisdom Brugge tijdens het episcopaat van François-René Boussen. Hij bleef na het einde van zijn studies in Leuven als pastoor van de Universitaire parochie.
Vervolgens werd hij pastoor van de H. Hartparochie in Knokke-Heist en tot 2004 was hij pastoor van de Sint-Salvatorsparochie in Brugge. In 1993 werd hij deken van Brugge Stad en in maart 1999 titulair kanunnik van het Sint-Salvatorskapittel. Hij was ook medeverantwoordelijk voor de catechese voor volwassenen en het catechumenaat binnen de dienst parochiepastoraal van het bisdom Brugge.
In juni 2013 nam hij ontslag als deken van Brugge Stad en werd opgevolgd door kanunnik Jan Tilleman.

## Publicaties
- Decanale indeling van het bisdom Brugge in 1839, in: Handelingen van het Genootschap voor Geschiedenis te Brugge, 1969, blz. 140-171.
- De vergadering van de dekens van het bisdom Brugge tijdens het episcopaat van Fr. R. Boussen (1834-1848), in: Standen en Landen, 1972, blz. 115-205.
- Werkboek voor een doopviering (red. S. d'Ydewalle en J. Yperman), 1981
- Een nieuwe doopruimte in een oude kapel, in: Collationes, tijdschrift voor theologie en pastoraal, 1999
- Sint-Salvatorskathedraal, 2003
- Saint Saviour's Cathedral, 2003
- La cathédrale Saint-Sauveur, 2003